# Excise Movement and Control System
Das Excise Movement and Control System (EMCS) (‚Beförderungs- und Kontrollsystem für verbrauchsteuerpflichtige Waren‘) ist ein Computersystem der Europäischen Union zur Überwachung von Gütern, die einer Verbrauchsteuer unterliegen und unter Steueraussetzung transportiert werden. Es wurde 2010 eingeführt, um das bisherige Papierverfahren (begleitende Verwaltungsdokumente) abzulösen. Es gilt nicht für Waren, die im Herkunftsland versteuert transportiert werden (sogenannter „steuerrechtlich freier Verkehr“) sowie zudem nicht für kleine Weinerzeuger, für nichtharmonisierte Waren wie Kaffee und Alkopops und für einige Spezialverfahren.
Die folgende Beschreibung stellt vornehmlich die Situation in Deutschland dar. Im Prinzip beziehen sich aber alle Mitgliedstaaten der Europäischen Union auf dieselben Grundlagen. Allerdings handelt es sich bei EMCS nicht um ein europaweit einheitliches System, sondern um eine Sammlung nationaler Lösungen mit genormten Schnittstellen. Die Schweiz ist kein Teilnehmer dieses Systems. EMCS gilt ausschließlich für den Geschäftsverkehr zwischen Unternehmen. Der gewerbliche Versand an Privatpersonen ist als „Versandhandel“ anderweitig geregelt.

## Verbrauchsteuerpflichtige Güter
In der EU harmonisiert die Verbrauchsteuersystemrichtlinie (Richtlinie 2008/118/EG) bestimmte Verbrauchsteuern, nämlich sind dies Verbrauchsteuern auf Tabakwaren, Energieerzeugnisse und elektrischen Strom, Alkohol und alkoholische Getränke. Die verbrauchsteuerpflichtigen Waren und Mindeststeuersätze werden in Struktur- und Steuersatzrichtlinien für die einzelnen Warengruppen näher bestimmt. In Deutschland sind diese EU-Vorgaben in den Verbrauchsteuern auf Bier, Wein, Schaumwein, Zwischenerzeugnisse, Branntwein, Tabakwaren und Energieerzeugnisse berücksichtigt.

## Begriff der Steueraussetzung
§ 3 des Biersteuergesetzes definiert die Steueraussetzung wie folgt: 

„Steuerlich überwachte Verfahren, in denen die Herstellung, die Bearbeitung, die Verarbeitung oder die Lagerung in Steuerlagern sowie die Beförderung von Bier unversteuert erfolgen“

Dies entspricht den Definitionen in den anderen Einzelgesetzen im Genussmittelbereich. Das Energiesteuergesetz definiert die Steueraussetzung in seinem § 5:

„(1) Die Steuer ist ausgesetzt (Steueraussetzungsverfahren) für Energieerzeugnisse im Sinn des § 4, die
1. sich in einem Steuerlager befinden,
2. nach den §§ 10 bis 13 befördert werden.“

Ein Transport von Waren gilt nur dann als unter Steueraussetzung erfolgt, wenn er unter EMCS erfolgt.

## Verbrauchsteuernummer
Alle Unternehmen, die verbrauchsteuerpflichtige Waren unter Steueraussetzung herstellen, veredeln, lagern oder transportieren, benötigen eine Verbrauchsteuernummer. Diese wird zunächst vom Hauptzollamt in einem nationalen System vergeben und dann an die SEED-Datenbank (System for Exchange of Excise Data ‚System zum Austausch von Verbrauchsteuerdaten‘) überspielt, auf die das europäische System zugreift. In der Praxis wird zwischen drei Akteuren unterschieden, die eine solche Nummer bekommen: Registrierte Empfänger, registrierte Versender und Steuerlagerinhaber. Im Gegensatz zu den Erstgenannten erhält der Steuerlagerinhaber zwei oder mehr Nummern – eine für das Unternehmen (Lagerinhabernummer) und je eine für jeden Standort. Die Verbrauchsteuernummer kann dauerhaft oder für den Einzelfall vergeben werden.

## Ablauf

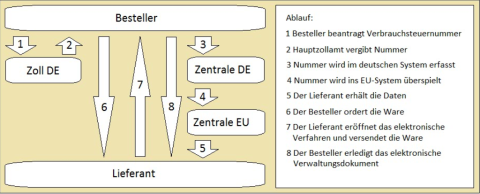
Ablaufplan des EMCS-Verfahrens

Im Folgenden wird beispielhaft der Ablauf eines Bezugs von 100 Liter Prosecco-Spumante im Einzelfall aus Italien geschildert:
Der Beteiligte (der Käufer des Schaumweins) beantragt bei seinem zuständigen Hauptzollamt eine Verbrauchsteuernummer (deutscher Vordruck 2728). Dabei hat er außer den Firmendaten anzugeben, um welche Menge Schaumwein es sich handelt und welcher italienische Steuerlagerinhaber die Ware versenden wird. Die Steuerlagerinhabernummer des italienischen Versenders ist anzugeben. Der Antragsteller berechnet die Schaumweinsteuer, die in Deutschland fällig wird und zahlt sie als Sicherheit beim Hauptzollamt ein (in DE: 136 €/hl). Dieses teilt dem Beteiligten daraufhin seine Verbrauchsteuernummer mit. Der Beteiligte meldet seine Verbrauchsteuernummer und seine Steuernummer an eine Zentralstelle (deutscher Vordruck 033087). Diese Zentralstelle verknüpft nun die italienische Verbrauchsteuernummer, die deutsche Verbrauchsteuernummer, die Steuernummer des deutschen Beteiligten und die Warenmenge und überspielt die Daten an das europäische System. Am nächsten Tag hat der italienische Versender Zugriff auf die Daten und kann den Transport veranlassen. Nach dem Eingang der Ware erledigt der deutsche Käufer den Vorgang in seinem System (Eingangsmeldung). Wenn die Ware wie bestellt geliefert wurde, ist der Fall abgeschlossen. Falls Unregelmäßigkeiten eingetreten sind, kann der Empfänger dies vermerken. In diesem Fall werden die Zollbehörden tätig. Bei einer Dauerzulassung entfallen die einzelnen Meldungen an das Hauptzollamt; die Erlaubnis wird pauschal erteilt. In allen Fällen ist für die zu erwartende Steuer Sicherheit zu leisten.

## Zugangsmöglichkeiten
Unternehmen haben verschiedene technische Möglichkeiten, am EMCS-Verfahren teilzunehmen. Als Standardanwendung ist in Deutschland die Internet-Anwendung EMCS (IEA) vorgesehen. Es besteht auch die Möglichkeit, ein eigenes Programm mit zertifizierter Teilnehmersoftware einzusetzen oder sich eines IT-Dienstleisters zu bedienen. Die IEA setzt einen Zugang über das Zoll-Portal und eine gültige Verbrauchsteuernummer voraus.

## Nachrichtenaustausch im Rahmen des EMCS
Der Nachrichtenversand läuft wie folgt ab (Beispiel Ablauf):
Der italienische Versender eröffnet ein elektronisches Verwaltungsdokument (EVD), in dem er u. a. seine Verbrauchsteuernummer, die des Empfängers und die Warenart und -menge einträgt. Dieses EVD wird an die italienische Finanzbehörde übermittelt und diese leitet es automatisiert an die deutschen Behörden weiter, falls es den Erfordernissen entspricht. In Deutschland stellt die Finanzbehörde das EVD ebenso automatisiert dem Empfänger zu. Dieser beendet das EVD durch eine Eingangsmeldung. In der Regel bestätigt er dabei den Empfang der Waren. Diese Eingangsmeldung wird über den umgekehrten Weg wie das EVD an den italienischen Versender weitergeleitet. Bei diesem Ablauf ist keine Stelle der Finanzbehörden manuell beteiligt.
Falls der Empfänger den Eingang der Ware nicht bestätigt, – sei es, weil er die gesamte Sendung ablehnt, weil er sie nur teilweise annimmt oder weil die Mengen abweichen – werden die regional für den Versender und den Empfänger zuständigen Stellen der Finanzbehörden eingeschaltet (in Deutschland die Hauptzollämter). Die Kommunikation dieser Stellen untereinander wird ebenfalls unter EMCS abgewickelt, allerdings nicht direkt. In Deutschland ist für die Kontaktaufnahme mit anderen Mitgliedsstaaten das beim Hauptzollamt Stuttgart angesiedelte Excise License Office zuständig. Federführend ist grundsätzlich die für den Versender zuständige Stelle.

## Vordrucke
Der Antrag auf die Verbrauchsteuernummer für einen registrierten Empfänger wird in Deutschland mit dem Vordruck 2728 gestellt. Die Registrierung der Nummer erfolgt über den Vordruck 033087. Für die Anträge auf eine Dauerzulassung gelten folgende Vordrucke (Beispiel Schaumweinsteuer, die anderen Steuerarten sind entsprechend aufgebaut):
- 2480 Antrag Steuerlager und
- 2481 zugehörige Betriebserklärung oder
- 2736 registrierter Versender und
- 2737 zugehöriges Warenverzeichnis oder
- 2745 registrierter Empfänger (Dauererlaubnis) und
- 2746 zugehöriges Warenverzeichnis

Die Registrierung bei Elster-Online erfolgt im dortigen Portal formlos. Alle Vordrucke sind auf Zoll-Online zu finden (Bereich Verbrauchsteuern).